# Francesco II Acciaiuoli
Francesco II Acciaiuoli a volte menzionato come Franco, (... – Morea, 1460) è stato l'ultimo Duca di Atene.
Era figlio del duca Antonio II Acciaiuoli ed apparteneva alla nobile famiglia fiorentina degli Acciaiuoli.

## Biografia
Governò solo due anni (dal 1455 al 1456), poiché il sultano Mehmet II Il Conquistatore conquistò Atene.
Il duca, con i cittadini, si rifugiò nell'Acropoli fino al giugno del 1458, quando furono costretti alla resa.
Mehmed II entrò ad Atene ad agosto e permise a Francesco di diventare suo vassallo responsabile di Tebe. Nel 1460 però i Giannizzeri informarono il sultano di una congiura contro di lui da parte dell'Acciaiuoli, che avrebbe aspirato a riprendere il suo dominio su Atene. Francesco fu convocato a Morea dal Pascià Zaganos, il quale, dopo una nottata di festeggiamenti, lo avvertì del pericolo incombente. L'ultimo desiderio del nobile italiano fu allora quello di essere ucciso dentro la sua tenda e così avvenne.
L'ultimo duca di Atene aveva sposato una figlia di Demetrio Asan, da cui ebbe tre figli: Matteo, Gabriele e Iacopo. Dopo la morte del padre, i tre furono portati nel 1460 a Costantinopoli e chiusi nel Serraglio, e se ne perde ogni traccia nelle fonti.